# Do szeregów Armii Czerwonej (plakat 1920)
Do szeregów Armii Czerwonej (ros. Вступай в ряды Красной армии) – antypolski rosyjski plakat propagandowy (barwna litografia) z 1920 autorstwa Borysa Wasilewicza Siłkina wykonany w czasie wojny polsko-bolszewickiej.

## Opis
Plakat rekrutacyjny w języku polskim przedstawia bolszewickiego kawalerzystę w zielonej budionowce stojącego obok białego konia. Żołnierz Armii Czerwonej trzyma wodze w lewej i ogłowie w prawej dłoni. U dołu plakatu widnieje napis (pisownia oryginalna): 

Jazda pańska była dotąd postrachem dla robotników i włościan. Jaśniepańscy synalkowie na koniach dokonywali podbojów i ujarzmiali ludy pracujące na Wschodzie. Pod kopytami ułańskich rumaków jęczała Litwa, Białoruś i Ukraina. Odłogiem leżały stratowane pola, dymiły się zgliszcza spalonych chałup i krwawe łuny pożarów biły pod niebiosa.
Dzikim harcom paniczów kładzie kres Czerwona jazda robotników i włościan. Pędzi husarja Czerwona naprzód i huraganem spada na ułańskie karki, wyzwalając lud polski z pod jarzma kapitalistów, obszarników i żandarmów. Wstępujcie do niej robotnicy i żołnierze polscy! Konia za cugle i do nas towarzysze!
NIECH ŻYJE CZERWONA JAZDA POLSKA!